# Unió Democràtica Croata 1990
La Unió Democràtica Croata 1990 (croat Hrvatska demokratska zajednica 1990) és un partit polític dels croats de Bòsnia i Hercegovina, creat el 2006 com a escissió de la Unió Democràtica Croata de Bòsnia i Hercegovina. El seu líder és Ilija Cvitanović.

## Eleccions de 2006
A les eleccions generals de Bòsnia i Hercegovina de 2006 encapçalà la coalició Croats Junts (Hrvatsko Zajedništvo) que va obtenir 2 de 42 escons a la Cambra de Representants de Bòsnia i Hercegovina i 7 dels 98 escons a la Cambra de Representants de la Federació de Bòsnia i Hercegovina. Endemés va obtenir
- 3 dels 30 escons a l'assemblea del Cantó de Bòsnia Central
- 7 de 30 escons a l'Assemblea del cantó d'Hercegovina-Neretva
- 5 de 21 escons a l'assemblea del cantó de Posavina
- 6 de 10 escons a l'Assemblea del Cantó 10
- 8 de 23 escons a l'Assemblea de Cantó d'Hercegovina Occidental